# Fonsecadalia
Fonsecadalia – wymarły rodzaj błonkówek z rodziny Pergidae. Znany jedynie z eocenu Brazylii.

## Systematyka
Do  Fonsecadalia zaliczane są dwa gatunki:
- Fonsecadalia perfectus
- Fonsecadalia propinquus